# Чеська Крошня
Чеська Крошня — місцевість міста Житомира, колишнє село Крошня Друга (до 1946 року — Чеська Крошня).

## Розташування
Чеська Крошня розташована в північній частині міста, в Богунському адміністративному районі, на лівому березі річки Крошенки. Чеська Крошня з півночі обмежена річкою Крошенкою та Крошенським ставом, з південного заходу — колишнім цегельним кар'єром.
Чеська Крошня межувала з Житомиром на півдні (межа між селом і містом пролягала приблизно по лінії 2-го Капітульного провулка). На схід від Чеської Крошні знаходяться землі Оліївської сільської громади (Крошенський дачний масив). Також Чеська Крошня межує з наступними місцевостями міста Житомира, колишніми селами та хуторами: на півночі з Українською Крошнею, на сході — з Видумкою, на південному сході — з Кокоричанкою.
Головною вулицею місцевості є Покровська вулиця — частина автошляхів М 21 та Е583.

## Історичні відомості
Виникла як одна з перших чеських колоній на Волині у 1874 році. З виникненням чеської колонії біля села Крошні, стара Крошня стала називатися Крошнею-Українською, а за новим чеським поселенням закріпилась назва Крошня-Чеська.
У 1906 році село Крошня-Чеська Левківської волості Житомирського повіту розташоване в 3-х верстах від Житомира, налічувало 102 двори та 654 мешканці.
Станом на 1913 рік забудова наявна обабіч поштової дороги на Санкт-Петербург (в майбутньому Покровська вулиця), формувалася забудова нинішніх вулиць Крошенської, Садової, Парникової.
У 1923 році Чеська Крошня — село Левківської волості, центр Чесько-Крошенської сільської ради, куди також входили села Руська Крошня та хутір Світин. На той час в селі Чеська Крошня проживали 1733 мешканці та налічувалося 340 дворів.
З листопада 1923 року Чесько-Крошенській сільській раді підпорядковуються тодішні хутори Нова Крошня та Церківщина. У той же час вилучено зі складу сільської ради Руську Крошню та Світин.
З 1925 року Чеська Крошня передана в підпорядкування з Левківського району до Черняхівського.
Протягом 1930 — 1939 рр. село Крошня-Чеська в складі Крошенсько-Чеської сільської ради підпорядковувалось Житомирській міській раді.
З 1939 року Крошнє-Чеську сільську раду вилучено з території Житомирської міської ради та передано до складу новоствореного Житомирського сільського району.
На мапі 1930-х років у селі Крошня-Чеська 198 дворів. Забудованими сільськими вулицями окрім дороги на Коростень (нинішня Покровська вулиця) є нинішні вулиці Тараса Бульби-Боровця, Садова, Парникова, Крошенська.
З 1946 року селу Крошня Чеська змінено назву. Відтоді село стало найменуватися Крошнею Другою.
Як окремий населений пункт село припинило існувати у 1958 році, внаслідок об'єднання з сусідніми Крошнею та Новою Крошнею в один населений пункт — смт Крошня, яке в свою чергу у 1971 році приєднане до Житомира та наразі відоме як місцевість Крошня.